# Naoufal Bannis
Naoufal Bannis, né le 11 mars 2002 à La Haye aux Pays-Bas, est un footballeur néerlando-marocain, qui évolue au poste d'attaquant de pointe à l'Al-Markhiya SC.
Il est le deuxième meilleur buteur de l'histoire des Pays-Bas -17 ans, devançant Luc Castaignos avec dix buts inscrits.

## Biographie
Naoufal Bannis naît à La Haye, dans une famille marocaine de quatre enfants originaire du village Adouz Al Hoceima.

### Formation au Feyenoord et prêt (2018-2023)
Le 24 mai 2018, âgé alors de seize ans, il signe son premier contrat professionnel avec le Feyenoord Rotterdam. Le 20 avril 2019, il intègre l'effectif de l'équipe A du Feyenoord Rotterdam, sous le numéro 39, lors d'un match d'Eredivisie face à l'AZ Alkmaar, où il reste sur le banc des remplaçants. Le 29 juin, il est titularisé dans un match amical face au SCD Putten, club face auquel il marque son premier but (victoire, 0-6). Cependant, il dispute la majorité de ses matchs avec l'équipe du Feyenoord -19 ans.
Lors de la saison 2019-2020, il joue son premier match le 4 août 2019 en Eredivisie face au Sparta Rotterdam (match nul, 2-2). Lors de ce match, il remplace Eric Botteghin à la 88e minute. Le 15 août 2019, il fait son entrée en jeu à la 79e minute en Ligue Europa face au Dinamo Tbilissi. Il devient ainsi le plus jeune joueur du Feyenoord à entrer en jeu dans un match de Ligue Europa. Lors de la première partie de saison 2019-2020, Dick Advocaat est le nouvel entraîneur du Feyenoord. Après être entré en jeu deux fois, l'entraîneur décide de ne plus appeler Naoufal Bannis, estimant qu'il n'est pas assez bon. Naoufal Bannis termine sa saison avec quatre matchs au compteur. Le Feyenoord termine à la troisième place de l'Eredivisie derrière l'Ajax Amsterdam et l'AZ Alkmaar. L'Eredivisie s'arrête brutalement en mars 2020 à cause de la pandémie de Covid-19. Aucune équipe ne remporta le championnat néerlandais.
Le 1er novembre 2020, Naoufal Bannis entre en jeu à la 80e minute à la place de Steven Berghuis qui sort sur blessure. Il marque alors son premier but officiel sous le maillot du Feyenoord à la dernière minute du match sur une passe décisive de Lutsharel Geertruida, permettant à son équipe de remporter ce match sur le score de 3 buts à 2 à l'extérieur. Une semaine plus tard, il prolonge son contrat au Feyenoord jusqu'en mi-2023.
Le 25 janvier 2021, il est prêté pour six mois au FC Dordrecht en D2 néerlandaise. Il dispute dix-sept matchs et marque cinq buts. Son équipe termine à la vingtième place de la D2 néerlandaise et est relégué en D3 néerlandaise.
De retour au Feyenoord, il est titularisé en Ligue Europa Conférence à l'occasion du premier match de la saison contre le KF Drita (match nul, 0-0). Le 8 août 2021, il marque le but de la victoire à l'occasion d'un match amical contre l'Atletico Madrid au Stade Feijenoord (victoire, 2-1). Le 15 août 2021, il entre en jeu à la 84ème minute à la place de Guus Til et marque un but dans les minutes additionnels, sur une passe décisive de Ridgeciano Haps.
Le 12 janvier 2022, il est prêté jusqu'en fin de saison au NAC Breda. Le 19 janvier 2022, il marque son premier but avec le NAC Breda dans un match de Coupe des Pays-Bas face au PEC Zwolle.

### Al-Markhiya SC (depuis 2023)
Le 18 juillet 2023, il s'engage à l'Al-Markhiya SC au Qatar.

### En équipe nationale
Avec les moins de 16 ans, il est l'auteur d'un doublé lors d'un match amical contre la Pologne en octobre 2017.
Avec les moins de 17 ans, il inscrit sept buts lors des éliminatoires de l'Euro des moins de 17 ans en septembre et octobre 2018, avec deux doublés, contre le Liechtenstein et le Monténégro, et un triplé, contre la Suède. Il délivre également deux passes décisives face aux joueurs monténégrins.
Il participe ensuite à la phase finale du championnat d'Europe des moins de 17 ans en mai 2019. Il est titulaire lors de cette compétition où il évolue en tant qu'attaquant de pointe. Il s’illustre en inscrivant un but et en délivrant une passe décisive lors du premier tour face à l'Angleterre, puis en inscrivant un autre but en finale face à l'Italie. Les Néerlandais remportent le tournoi en battant les Italiens sur le score de 4 buts à 2.
Le 3 octobre 2021, il figure dans la liste des convoqués de l'équipe du Maroc olympique entraînée par Hicham Dmii. Le 15 septembre 2022, il est à nouveau convoqué par Hicham Dmii avec le Maroc olympique pour une double confrontation face au Sénégal olympique dans le cadre d'un stage de préparation pour les qualifications aux Jeux olympiques d'été de 2024.

## Palmarès

### En sélection
- Vainqueur du championnat d'Europe des moins de 17 ans en 2019 avec l'équipe des Pays-Bas des moins de 17 ans.